# 포켓몬스터 블랙 2·화이트 2
《포켓몬스터 블랙 2·화이트 2》(일본어: ポケットモンスターブラック2·ホワイト2)는 게임 프리크가 개발하고 주식회사 포켓몬과 닌텐도가 발매한 닌텐도 DS 게임 소프트이다.
전작의 큐레무와는 다르게 이번 작의 큐레무는 각 버전에서 블랙2에서는 제크로무, 화이트2에서는 레시라무와 유전자의 쐐기를 이용하여 각각 블랙 큐레무와 화이트 큐레무를 만들 수 있다는 것이 특징이다. 다만, 이번 작에서는 전설의 포켓몬(코바르온, 테라키온, 비리디온 제외)들을 엔딩 후에나 만날 수 있다는 것이 또 다른 특징이다.

## 개요
- 체육관 관장이 새로워졌다. (노말 타입 - 체렌, 독 타입 - 보미카, 물 타입 - 시즈)
- 포켓몬 월드 토너먼트(PWT)라는 시설에서 웅, 이슬 등 전작에 나왔던 관장 (독수 제외)과 신오 지방 챔피언 난천 등이 등장한다. 등장하는 사람들은 웅, 이슬, 마티스, 민화, 도희, 초련, 강연, 비주기, 그린, 비상, 호일, 꼭두, 유빈, 사도, 규리, 류옹, 이향, 원규, 철구, 암페어, 민지, 종길, 은송, 풍, 란(풍과 란은 따로 등장한다.), 아단, 강석, 유채, 자두, 맥실러, 멜리사, 동관, 무청, 전진, 체렌, 보미카, 아티, 카밀레, 야콘, 풍란, 사간, 시즈, 목호, 윤진, 성호, 난천, 노간주, 아크로마 총 48명. 포켓몬의 레벨은 물풍경 토너먼트에서는 모두 25레벨로 제한되나, 그 후에 참가할 시에는 플레이어의 포켓몬도 레벨 50으로 고정된다. 특정 토너먼트에서 우승하는 등 특정 조건을 달성할 시 참가할 수 있는 토너먼트의 종류가 늘어난다. (배틀 팩토리 형태도 있다.)
- 하나 지방 챔피언이 노간주에서 아이리스로 바뀌었다.
- 게임의 난이도가 어시스트 모드 (쉬움)와 노말 모드 (보통)와 챌린지 모드 (어려움)으로 나뉘었다.
- 플라스마단의 보스는 N(내추럴 하르모니아 그로피우스/Natural Harmonia Gropius)에서 다시 게치스로 바뀌었다.
- 플라스마단의 과학자로 아크로마가 등장한다. 1회차 이후 게치스가 떠난 플라스마단을 해산 시키고 남은 단원의 보스를 맡는다.
- 노간주의 손자인 구아버(반지로우)가 등장한다.
- 체육관 관장전에도 어려움 모드가 생겼다.
- 포켓몬 ar 서처에서 잡은 포켓몬을 데려올 수 있게 되었다.

## 5세대 포켓몬
《포켓몬스터 블랙 2·화이트 2》에서는 타 세대 포켓몬 60종이 추가되어 300마리로 늘어나 성도 도감을 제쳐버렸다.

### 스타팅 포켓몬
스타팅 포켓몬은 포켓몬스터 블랙·화이트와 동일하다.
- 풀 타입: 주리비얀
- 불꽃 타입: 뚜꾸리
- 물 타입: 수댕이

### 전설의 포켓몬
- 블랙 큐레무 (포켓몬스터 블랙 2)
- 화이트 큐레무 (포켓몬스터 화이트 2)

### 새로 추가되는 포켓몬들
- 가디, 윈디
- 코일, 레어코일, 자포코일
- 질퍽이, 질뻐기
- 또가스, 또도가스
- 별가사리, 아쿠스타
- 라프라스
- 이브이, 샤미드, 쥬피썬더, 부스터, 에브이, 블래키, 리피아, 글레이시아
- 메리프, 보송송, 전룡
- 해너츠, 해루미
- 노고치
- 글라이거, 글라이온
- 헤라크로스
- 포푸니, 포푸니라
- 꾸꾸리, 메꾸리, 맘모꾸리
- 총어, 대포무노
- 무장조
- 에레키드, 에레브, 에레키블
- 마그비, 마그마, 마그마번
- 애버라스, 데기라스, 마기라스
- 갈모매, 패리퍼
- 루리리, 마릴, 마릴리
- 코코파스, 대코파스
- 에나비, 델케티
- 가보리, 갱도라, 보스로라
- 고래왕자, 고래왕
- 둔타, 폭타
- 피그점프, 피그킹
- 톱치, 비브라바, 플라이곤
- 파비코, 파비코리
- 쟝고
- 세비퍼
- 오뚝군, 점토도리
- 캐스퐁
- 어둠대신, 다크펫
- 루나톤, 솔록
- 앱솔
- 대굴레오, 씨레오, 씨카이저
- 메탕, 메탕구, 메타그로스
- 꼬몽울, 로젤리아, 로즈레이드
- 세꿀버리, 비퀸
- 브이젤, 플로젤
- 흔들풍손, 둥실라이드
- 이어롤, 이어롭
- 리오르, 루카리오
- 스콜피, 드래피온
- 삐딱구리, 독개굴
- 타만타, 만타인